# Alignement (Donjons et Dragons)
Pour les articles homonymes, voir Alignement.
L'alignement dans le jeu de rôle Donjons et Dragons est une classification sommaire de la moralité et de l'état d'esprit d'un personnage, dans le but d'enrichir sa personnalité et, par extension, aider à son interprétation.

## Introduction

### Définition de l'alignement
L'alignement représente la « personnalité » ou plutôt les traits de caractère d'un personnage. Il donne un moyen simple d'établir les valeurs générales d'un personnage guidant la manière de le jouer. 
On distinguera pour cela deux choses :
- l'éthique (axe de la Loi et du Chaos).
- la morale (axe du Bien et du Mal)

Dans les toutes premières éditions du jeu de rôle Donjons et Dragons, un personnage peut appartenir à trois alignements : loyal, neutre ou chaotique. Ces alignements sont inspirés en partie des conflits entre loi et chaos dans le roman Trois cœurs, trois lions, de Poul Anderson.
L'alignement n'est pas une sorte de code de conduite strict, mais représente plutôt des principes généraux. Ainsi, un personnage loyal peut utiliser la ruse, un personnage bon peut être cupide ou orgueilleux. L'alignement est plutôt une aura que dégage le personnage, aura à laquelle sont sensibles certains êtres (dont les dieux), certains sorts et certains objets magiques.
C'est dans Advanced Dungeons & Dragons qu'un second aspect apparaît : l'axe bien-mal. Un personnage, en plus d'être loyal, neutre ou chaotique, est bon, neutre ou mauvais. La combinaison de ces deux axes donne neuf alignements différents, souvent représentés dans un tableau :
| Loyal bon (LB) « croisé »         | Neutre bon (NB) « bienfaiteur »    | Chaotique bon (CB) « rebelle »         |
| Loyal neutre (LN) « juge »        | Neutre (N) « Réconciliateur »      | Chaotique neutre (CN) « esprit libre » |
| Loyal mauvais (LM) « dominateur » | Neutre mauvais (NM) « malfaisant » | Chaotique mauvais (CM) « destructeur » |

Ce système d'alignement est toujours utilisé par la troisième édition de Donjons et Dragons et sa réédition en 3.5. En plus de définir un aspect de la personnalité d'un personnage, il a certains effets sur les règles : par exemple, certaines classes sont limitées à certains alignements (par exemple, le moine doit être loyal et le paladin ne peut être que loyal bon), et certains sorts ne ciblent que des créatures d'un alignement précis. D'autres encore permettent de détecter l'alignement, un exemple étant le pouvoir du paladin de détecter les créatures d'alignement mauvais. Dans la plupart des cas, un changement vers un alignement prohibé (comme un paladin qui n'est plus loyal bon) a comme conséquence la perte de tout ou partie des pouvoirs de la classe.

### Exemples d'alignements
Un personnage peut être neutre strict (neutre pour les deux composantes) par défaut ou par choix. Dans le premier cas, le personnage vit sa vie sans se soucier de telles considérations ; dans le second, le personnage s'efforce consciemment de maintenir l'équilibre dans le monde, quitte à aider un camp lorsque son opposé prend l'avantage.
Une horde de brigands pillant, tuant et violant est composée de personnages chaotiques mauvais (destructeurs). Les membres d'une dictature répressive sont loyaux mauvais, un héros solitaire luttant pour sa propre liberté sera chaotique bon. Les membres d'une confrérie qui a pour but d'aider la société seront souvent loyaux bons, tandis qu'on attend d'un juge qu'il soit loyal neutre.

## La morale
Le bien et le mal ne sont pas que des valeurs morales, ce sont, dans Donjons et Dragons, des forces cosmiques qui s'affrontent.
- S'il est bon, il aura tendance à vouloir aider les autres et la société en général. Les personnages d'alignement « bon » font passer l'intérêt collectif avant le leur, protègent la veuve et l'orphelin et font preuve d'altruisme. Un personnage peu attirant, par exemple, un nécromant ou toute personne utilisant la magie noire, peut parfaitement le faire dans le but d'aider la société : dans ce cas, il peut avoir un alignement bon, même si ses méthodes ne sont pas considérées comme correctes. Les personnages bien alignés souhaitent faire progresser l'altruisme, la compassion et la miséricorde. Ils se considèrent comme humains. À l'opposé de ce spectre se trouve la cruauté, tandis que les neutres moraux sont considérés comme indifférents et apathiques.
- S'il est neutre, il se concentrera souvent sur ce qui le concerne directement. Les personnages neutres vis-à-vis du bien et du mal considèrent que ces deux notions sont les deux facettes d'une seule réalité : la nature, par exemple, agit sans jugement moral. Les personnages qui sont moralement neutres ont tendance à se considérer comme réalistes. Le prétendu « bien » est à leurs yeux une philosophie idéaliste et naïve. Les neutres moraux évitent également ce qu’ils considèrent comme l’égoïsme radical de philosophies plus sombres et « mauvaises ».
- S'il est mauvais, il n'aura aucun scrupule quant au sort des autres, plaçant sa propre personne au-dessus de tout autre intérêt. Cela ne l'empêche pas de parfois se montrer utile pour d'autres personnes, du moment qu'il n'en naît pas de danger pour lui. Bien qu'étiquetés comme « mauvais », les personnages avec cet alignement ont tendance à se considérer comme déterminés, affirmés et pleins de conviction. Pour ces personnages, le « bien » est simplement la bien-pensance et la promotion du faible sur le fort. Ils ont tendance à considérer les neutres moraux comme irrésolus, dans la mesure où ils semblent être tiraillés entre les philosophies concurrentes de ceux qui sont satisfaits de soi et de ceux qui sont autonomes.

Dans certains cas cependant, l'alignement neutre peut avoir une signification différente. Il peut s'agir d'un personnage prenant un troisième parti (l'équilibre) ou qui commet à la fois des actes bons et mauvais de plus ou moins grande envergure.

## L'éthique
L'éthique symbolise le regard que le personnage porte à la loi et aux règles de la société. La loi et le chaos sont des forces cosmiques, au même titre que le bien et le mal.
- S'il est loyal, il fera en sorte de respecter au mieux toutes les règles qui lui sont imposées. Les personnages loyaux sont francs et honnêtes, ils respectent la parole donnée, l'ordre, la tradition, les règles et la hiérarchie. Les loyaux ont tendance à considérer les actions sur une échelle allant d’honorable à déshonorante. Ils se considèrent honorables alors que les chaotiques sont considérés comme déshonorants à leurs yeux. Les membres loyaux considèrent que les neutres sur le plan éthique sont peu fiables, car ils ont le souci de faire ce qui est juste de temps en temps, tandis que d'autres fois, ils semblent ignorer les attentes de la société.
- S'il est neutre, il a tendance à considérer que ces deux forces sont nécessaires : le chaos est la force créatrice, le changement permanent, mais sans l'ordre, il reste un bouillon informe, tandis que la loi permet de canaliser cette puissance brute et sauvage et d'apporter l'innovation, mais un excès de loi amène à un immobilisme, à l'intolérance, à l'impossibilité d'évoluer et de s'adapter, à la sclérose, et donc à la mort. Les neutres éthiques considèrent les loyaux et les chaotiques comme extrêmes. Ils considèrent que les premiers sont trop strictes et rigides, tandis que les seconds sont trop laxistes et incohérents. Les neutres éthiques estiment qu’ils adoptent une approche pratique des questions de règles et de réglementations.
- S'il est chaotique, il n'obéira qu'à ses propres règles. Elles peuvent toutefois lui dire de respecter celles en place : un personnage chaotique n'est pas asocial. Les personnages chaotiques sont des personnages épris de liberté, des individualistes ou encore des anarchistes. Les chaotiques ont tendance à penser que les actions sont motivées par l'indépendance ou le dogme. Ils se considèrent comme indépendants de tout code rigide, tandis que les loyaux sont considérés comme les créateurs et les exécutants d'un dogmatisme inébranlable. Les neutres éthiques sont perçus comme trop influencés par la philosophie des loyaux, et sont perçus comme des conformistes pour la plupart.

## Descriptions des alignements
Les principaux alignements sont décrits ci-dessous.

### Loyal bon (LB) ou «Croisé»
- Description : Un personnage d’alignement LB a le comportement que l’on attend des défenseurs de l’ordre et de la loi[5]. Déterminé à lutter contre le Mal, il montre également la discipline nécessaire pour ne jamais cesser le combat. Il dit toujours la vérité, reste fidèle à la parole donnée, aide ceux qui sont dans le besoin et s’élève contre l’injustice. Il déteste voir les coupables impunis. Bien que strictes dans leurs poursuites de la loi et de l'ordre, les caractères d'un bon alignement légal suivent ces préceptes pour améliorer le bien commun. Bien entendu, certaines libertés doivent être sacrifiées pour rétablir l'ordre, mais la vérité est de la plus haute valeur, et la vie et la beauté ont une grande importance. Les avantages de cette société doivent être présentés à tous. Les créatures légalement bien alignées voient le cosmos avec plus ou moins de légalité ou de désir de bien. Ils sont convaincus que l'ordre et la loi sont absolument nécessaires pour assurer le bien, et que le bien est défini comme ce qui procure le plus d'avantages au plus grand nombre de créatures pensantes et décentes.

Les personnages LB croient qu'il existe des lois pour le bien public et que l'équité et l'égalité devant la loi sont nécessaires pour que le bien existe vraiment. L'ordre est une partie vitale du bien, non pas pour sa propre fin, mais parce que lorsque des personnes agissent de manière arbitraire, elles se font mutuellement du mal, intentionnellement ou non. La justice est un concept très important pour légitimer les bonnes personnes dans tous les sens du terme, à savoir que les personnes sont traitées avec justice, qu'elle soit récompensée pour ses services ou punie pour ses mauvaises actions. Pour un LB, personne n'est au-dessus des règles, pas même eux-mêmes.
Un personnage LB croit en la bonté inhérente à tous les êtres, à un code de conduite - qu'il s'agisse d'une loi personnelle ou d'un ensemble de lois - et qu'un monde idéal découle de la promotion de ce dualisme de structure et de bienveillance. Dans la plupart des jeux de rôle, il est obligatoire que le Paladin soit un LB, au risque de perdre leurs pouvoirs. Les utopies ont tendance à être entièrement composées de bons citoyens honnêtes et loyaux.
- Exemple d’archétype : Un paladin combattant le mal sans répit et protégeant les innocents sans la moindre arrière-pensée, est d’alignement LB. Luke Skywalker, Hermione Granger, Superman ou Monsieur Spock sont des personnages de ce genre.
- Caractéristique : Cet alignement combine honneur et compassion. On peut le décrire comme amical, courtois, sensible aux sentiments des autres, scrupuleux, honorable, digne de confiance, fiable, serviable, loyal et respectueux de « la vie, l'amour et la recherche du bonheur ».

### Neutre bon (NB) ou «bienfaiteur»
- Description : Un personnage NB fait de son mieux pour dispenser des actions bienfaisantes. Il aide les autres autant que possible. Il travaille main dans la main avec les rois et les juges, mais ne se sent pas obligé de leur obéir systématiquement. Les créatures NB pensent qu'il est nécessaire d'encadrer l'exercice des libertés. Les créatures de cet alignement voient dans le cosmos un lieu où la loi et le chaos ne sont que des outils à utiliser pour apporter la vie, le bonheur et la prospérité à toutes les créatures méritantes. L'ordre est utile seulement s'il procure des bénéfices à l'ensemble des êtres, tandis que le hasard et une totale liberté ne sont pas souhaitables s'ils ne génèrent pas un tel bienfait.

C'est l'alignement de la douceur et de la lumière. Un personnage NB se conformera généralement aux lois si cela profite au plus grand bien, mais se rebelle contre ceux qu’il considère comme injustes ou qui sont en conflit avec le plus grand bien.
Ces personnages attachent une importance primordiale à la vie et à la liberté et méprisent ceux qui voudraient priver les gens de ces valeurs. Les NB se voient parfois forcés d'outrepasser la loi pour le plus grand intérêt du peuple. Ils ne sont ni vicieux ni vindicatifs, mais poussent les gens à réparer l’injustice et rétablir l'équité. Néanmoins, les NB essaient toujours de respecter la loi lorsque cela est possible.
Pour un NB, la vie et les droits des autres créatures priment sur tout le reste. Cela ne signifie toutefois pas que ce personnage aura une aversion pour prendre la vie d'un autre face à un choix entre un attaquant et le sien. Les êtres neutres du bien croient également que la loi et le chaos ne sont que des moyens pour apporter la vie, la prospérité et le bonheur à toutes les créatures méritantes. Ni les chiffres ni les préoccupations individuelles n'ont d'incidence sur les décisions concernant les besoins et les droits d'une créature donnée. En d'autres termes, aux yeux d'un NB, les besoins de la multitude ou les désirs personnels d'une personne l'emporteront rarement sur ceux d'une autre créature. Toute la vie est traitée de manière impartiale. Comme pour tous les alignements neutres en ce qui concerne la loi et le chaos, l'autonomie est la pierre angulaire de la personnalité d'un être neutre. Lors d'une crise, les NB ne font confiance qu'à eux-mêmes et à nul autre individu ou groupe, bien qu'ils puissent toujours se faire des amis et développer des relations de confiance avec les autres. Les NB ne sont normalement pas aussi indépendants que les CB et ils peuvent coopérer en groupes. Mais ils ne feront pas toujours confiance à un groupe pour être plus efficaces qu'ils ne pourraient l'être eux-mêmes.
Un NB tiendra parole pour ceux qui ne sont pas méchants et ne mentira que pour ceux qui font le mal. Il n'attaquera jamais un ennemi non armé et ne blessera jamais un innocent. Il n'utilisera pas la torture pour extraire des informations ou pour le plaisir. Il ne tuera jamais pour le plaisir, mais seulement pour se défendre ou pour défendre les autres. Un NB n'utilisera jamais de poison. Il aidera ceux qui sont dans le besoin et travaille bien seul ou en groupe. Il répond bien à l'autorité supérieure jusqu'à ce que cette autorité tente d'utiliser la loi pour entraver sa capacité à faire le bien. Il fait confiance aux organisations tant qu'elles servent son pratique. Il ne trahira jamais un membre de la famille, un camarade ou un ami. Les bons personnages neutres sont indifférents aux concepts d'autodiscipline et d'honneur, et ne les trouvent utiles que s'ils favorisent le bien.
- Exemple d’archétype : un prêtre qui aide tous ceux qui se trouvent dans le besoin. Spider-Man, Harry Potter ou le Capitaine Kirk en font partie.
- Caractéristique: Cet alignement signifie que l'on veut faire le bien sans être enfermé dans le carcan de la loi. Un NB peut être décrit comme autonome, serviable, courtois, gentil, respectueux, sensible, amical, aimant, miséricordieux, humain, altruiste, généreux, respectueux et protecteur de la vie.

### Chaotique bon (CB) ou «rebelle»
- Description : Un personnage CB agit selon sa conscience, sans faire cas de ce que les autres peuvent penser de lui. Il vit sa vie, mais cela ne l’empêche pas d’être gentil et bienveillant. Il croit en la bonté et au droit de chacun, mais n’apprécie guère les lois ou les règles. Il déteste les gens qui intimident les autres et leur disent quoi faire. Il suit ses propres préceptes moraux qui, bien que bons, ne sont pas nécessairement en accord avec ceux de sa société. Tandis que les créatures de cet alignement considèrent la liberté et le caractère aléatoire des actions comme des vérités ultimes, elles accordent également une valeur à la vie et au bien-être de chaque individu. Célébrant l'individualisme et promouvant la philosophie du CB, les personnages de cet alignement cherchent à diffuser leurs valeurs dans le monde entier. Pour le CB, la liberté et l'indépendance sont aussi importantes pour la vie et le bonheur. Ce personnage considère cette liberté comme le seul moyen par lequel chaque créature peut atteindre la vraie satisfaction et le bonheur. La loi, l'ordre, les formes sociales et tout ce qui tend à restreindre ou à restreindre la liberté individuelle est inacceptable et chaque individu est capable de se réaliser et de prospérer par lui-même. Le rebelle est considéré comme bon uniquement car ses actions vont dans le sens de la morale.

Les personnages CB sont des rebelles et des esprits libres qui croient en la nécessité de faire le bien selon leurs propres critères. Néanmoins, ils peuvent différer sur ce sujet. Certains n'ont pas de problèmes avec les systèmes plus grands tels que les lois, tant qu'ils les laissent tranquilles ; d'autres sont des anarchistes qui croient que l'amélioration de tous ne peut être obtenue qu'en rejetant activement toute instance de pouvoir supérieure. Susceptible d’adopter une approche intuitive de la règle d’or, se soucier des sentiments et des besoins des autres sans devoir le calculer en règles spécifiques. Ces personnages sont fondamentalement bons, mais tendent à être égoïstes et peut-être un peu cupides. Ils ont tendance à privilégier la liberté et le bien-être personnels. Le CB n'aime pas les lois restrictives, l'autodiscipline et se méfie de l'autorité.
Les CB sont convaincus que la liberté est le seul moyen par lequel chaque créature peut atteindre la vraie satisfaction et le bonheur. La loi, l'ordre, les formes sociales et tout ce qui tend à restreindre la liberté individuelle est injuste et chaque individu est capable de se réaliser et de prospérer par lui-même. Ces personnages croient que la vie n’a pas de grand projet, mais l’esprit de chaque créature est essentiellement noble et bon. Chaque être doit suivre sa propre conscience. En faisant de bonnes actions, l'individu peut espérer soulager la souffrance et l'angoisse d'autrui, qu'elles soient causées par des actes aléatoires ou structurés.
Le CB a une attitude « béatifique » envers l'existence. Selon l'opinion de ce personnage, toutes les lois, structures sociales ou autres hiérarchies limitant sa liberté sont odieuses et doivent être supprimées. Le droit inviolable de l'individu à rechercher ses propres plaisirs est l'une des pierres angulaires de la société ; mais, étant bon, le CB ne marchera pas sur les autres pour trouver son chemin, car il sent que toute autre créature a également le droit de rechercher le plaisir. Les amis d’un CB ne le trouveront digne de confiance que s’il place son bien-être avant celui de ses compagnons. Il est évident que presque tout le monde a cette tendance, mais il appartient à cet individu de déterminer s’il valorise suffisamment une amitié pour risquer le sacrifice de soi. Cependant, le CB ne prendrait aucune mesure susceptible de mettre inutilement en danger la vie d’autres personnes ou créatures. La vie a de la valeur, mais sans liberté personnelle suffisante, elle est rabaissée. La vie et la liberté sont le fondement de l'univers.
Un CB tiendra sa parole devant ceux qui ne sont pas méchants et ne mentira que pour ceux qui font le mal. Il n'attaquera jamais un ennemi non armé et ne blessera jamais un innocent. Il n'utilisera pas la torture pour extraire des informations ou pour le plaisir, mais il peut « malmener » quelqu'un pour obtenir des informations. Il ne tuera jamais pour le plaisir, mais seulement pour se défendre ou pour défendre les autres. Un CB n'utilisera jamais de poison. Il aidera ceux qui sont dans le besoin et préfère travailler seul, car il valorise sa liberté. Il ne répond pas bien aux autorités supérieures, se méfie des organisations et ne respectera pas la loi dans sa lutte contre le mal. Il ne trahira jamais un membre de la famille, un camarade ou un ami. Les CB ne respectent pas les concepts d'autodiscipline et d'honneur, car ils pensent que de tels concepts limitent la liberté d'action.
- Exemple d’archétype : Un rôdeur qui dévalise les collecteurs d’impôts d’un baron malfaisant est CB. D'autres exemples sont Robin des Bois ou Batman.
- Caractéristique : Cet alignement se caractérise par la bonté et la liberté. Il est décrit comme imprévisible, indépendant, libre d'esprit, gai, optimiste, facile, insouciant, serviable, gentil, miséricordieux, respectueux des libertés personnelles et anarchique.

### Loyal neutre (LN) ou «juge»
- Description : Un personnage LN agit comme la loi, la tradition ou son code de conduite personnel le lui dictent. L’ordre et l’organisation sont vitaux pour lui. Il se peut qu’il suive un code constitué de ses propres règles, ou qu’il pense que l’ordre est nécessaire pour tous (auquel cas il est favorable à un gouvernement fort et organisé). Ceux de cet alignement considèrent que la réglementation est d’une importance capitale et qu’il faut trouver un juste milieu entre le mal et le bien. En effet, les créatures LN considèrent que l'harmonie ultime du monde - et de l'univers tout entier - repose sur le droit et l'ordre. Le mal ou le bien est indifférent au but déterminé de tout amener à la prévisibilité et à la régulation. C’est la vision de cet alignement que la loi et l’ordre donnent un sens et une signification à tout. Sans réglementation et définition stricte, il n'y aurait aucun but dans le cosmos. Par conséquent, le fait qu'une loi soit bonne ou mauvaise est sans importance tant qu'elle apporte de l'ordre et une signification.

Les êtres LN croient en un gouvernement fort et bien ordonné, qu’il s’agisse d’une tyrannie ou d’une démocratie bienveillante. Les avantages de l'organisation et de la réglementation dépassent toutes les questions morales soulevées par leurs actions. Les êtres LN feront respecter la loi, que celle-ci soit considérée comme juste ou non. Si la majorité de la population n'est pas d'accord avec les pratiques du gouvernement, elle doit alors recourir à des moyens juridiques pour faire modifier ces lois. La rébellion est un crime, quel que soit le but de la révolte. Au quotidien, les LN adhérent aux lois de la région dans laquelle ils se trouvent et conservent également leur propre sens de l'honneur.
Ils sont respectueux envers leurs dirigeants et leurs pairs. Les subordonnés seront traités comme il se doit par leur place au sein de la société. Les contrats écrits et les accords verbaux seront honorés par ces personnages. Ils ne manqueront pas à leur parole ou à un contrat sauf s'il existe un moyen légal de le faire. Les LN sont davantage engagés par le respect de la loi que par l'intuition de l'esprit. Ces personnages respectent également l'idée de place assignée dans la vie et agiront comme ils le devraient, compte tenu de leur rang au sein de l'ordre social.
Le LN considère l’ordre public comme primordial, le bien-être du groupe étant privilégié par rapport à l’individu dans presque toutes les circonstances. Ces personnes voient le bien et le mal comme immatériels et sans importance dans la structuration de l'univers en un ordre et une harmonie parfaits, dans lesquels réside le seul espoir de la société pour sa survie. Qu'une loi soit bonne ou mauvaise est sans importance tant qu'elle apporte ordre et sens. Ainsi, la satisfaction personnelle des besoins et des désirs va bien, pour autant que cela n’interfère pas avec l’ordre ultime du cosmos; toutes les autres considérations sont secondaires. La vie, pour le LN, n’a pas de sens absolu et peut donc être sacrifiée en faveur de l'ordre et l’harmonie .
Un personnage LN tiendra sa parole s’il la donne et ne mentira jamais. Il peut attaquer un ennemi non armé s’il le juge nécessaire. Il ne fera jamais de mal à un innocent. Il peut utiliser la torture pour extraire des informations, mais jamais pour le plaisir. Il ne tuera seulement pour se défendre ou pour défendre les autres. Un personnage LN peut utiliser du poison tant que l'utilisation de poison n'est pas illégale. Il aidera ceux qui sont dans le besoin seulement pour faire avancer l'ordre social. Il préfère travailler avec les autres. Il répond bien aux plus hautes autorités, fait confiance aux organisations et respectera toujours la loi. Il ne trahira jamais un membre de la famille, un camarade ou un ami. Les personnages LN respectent les concepts d'autodiscipline et d'honneur.
- Exemple d’archétype : Un moine obéissant à une discipline très stricte sans se laisser ni émouvoir par les gens en difficulté ni séduire par le Mal, est LN. D'autres exemples peuvent être Juge Dredd, Cornelius Fudge, Percy Weasley.
- Caractéristique : Cet alignement signifie que l’on est une personne fiable et honorable, sans pour autant être fanatique. On est fiable, responsable, véridique, méthodique, loyal, respectueux de l'autorité, régulier, structuré, rigide, soigné, et précis.

### Neutre ou «indécis»
- Description : Un personnage Neutre fait ce qui lui semble bien. Il n’a pas vraiment d’opinion lorsqu’il s’agit de trancher entre le bien et le mal ou entre la loi et le chaos. Dans la plupart des cas, la neutralité représente une absence de convictions plutôt qu’un choix conscient. Le personnage a alors tendance à penser que le Bien vaut mieux que le Mal, car il préfère que ses voisins se montrent bienveillants plutôt que malveillants. Cela étant, il ne se sent nullement obligé de défendre la cause du Bien.
- Description alternative : En revanche, chez certains, la neutralité est une philosophie, un choix conscient. Pour eux, le Bien, le Mal, la Loi et le Chaos sont dangereux, comme tous les extrêmes. Ils prônent donc l’équilibre, qui leur paraît être le meilleur choix à long terme. Le Neutre est souvent un personnage froid et détaché de l'intrigue. Il sert de médiateur et n'est pas directement impliqué dans les enjeux de l'histoire.

Le Neutre considère tous les autres alignements comme des facettes du système de beaucoup de choses. Ainsi, chaque aspect - mal et bien, chaos et loi - des choses doit être maintenu en équilibre pour maintenir le statu quo ; car les choses telles qu'elles sont ne peuvent être améliorées que superficiellement, et même alors seulement temporairement. La nature prévaudra et gardera les choses comme elles étaient censées être, à condition que la « roue » entourant le centre de la nature ne devienne pas déséquilibrée en raison du travail de forces non naturelles - telles que des créatures humaines ou intelligentes interférant avec ce qui est censé être . Les créatures Neutres considèrent tout ce qui existe comme une partie ou une fonction intégrale, nécessaire du cosmos entier. Chaque chose existe en tant que partie du tout, l'une comme un contrepoids, une vie nécessaire à la mort, le bonheur pour la souffrance, le bien pour le mal, l'ordre pour le chaos et vice-versa. Rien ne doit jamais devenir prédominant ou en déséquilibre. Dans cet esprit naturaliste, l’humanité joue également un rôle, comme le font toutes les autres créatures. Il peut être plus ou moins important, mais le Neutre ne se préoccupe pas de ces considérations, sauf s’il est établi que l’équilibre est menacé. La neutralité absolue est la position centrale ou centrale très logiquement, le Neutre considérant tous les autres alignements comme des parties d'un tout nécessaire. Cet alignement est le plus étroit.
Les Neutres se préoccupent de leur propre bien-être et de celui du groupe ou de l'organisation qui les aide. Ils peuvent se comporter de manière satisfaisante envers ceux qu’ils considèrent comme des amis et des alliés, mais n’agiront que de manière malveillante contre ceux qui ont tenté de les blesser d’une manière ou d’une autre. Pour le reste, ils s'en moquent. Ils ne souhaitent pas maltraiter ceux qu’ils ne connaissent pas, mais ils ne s’inquiètent pas non plus quand ils apprennent que le mal leur est arrivé. Mieux vaut souffrir le mal que le Neutre et ses alliés. Si un allié est dans le besoin, le Neutre l'aidera, par amour sincère ou parce qu'il pourra peut-être compter sur cet allié un peu plus à l'avenir. Si quelqu'un d'autre est dans le besoin, il évaluera les options des récompenses potentielles et des dangers associés à l'acte. Si un ennemi est dans le besoin, ils l'ignoreront ou profiteront de son malheur.
Les Neutres sont offensés par ceux qui ont une opinion ou qui sont fanatiques. Un prêtre LB qui prêche « le feu de l'enfer et le soufre » est tout aussi offensant qu'un suprématiste raciste NM à leurs yeux. Ils ne recherchent pas nécessairement un équilibre philosophique. En fait, ils peuvent éviter complètement les considérations philosophiques. Un Neutre peut défendre la cause de son pays, non pas parce qu'il se sent obligé de le faire, mais parce qu'il est logique de soutenir le groupe qui protège votre mode de vie. Les Neutres ont tendance à croire aux formes de justice telle que la loi du talion.
Cependant, un être Neutre avec une perspective hautement philosophique peut considérer que la loi, le chaos, le bien et le mal sont tous des forces nécessaires dans l'univers. Mais tous sont d'égale importance, et aucun ne devrait être autorisé à prendre le pas sur un autre, à moins qu'un déséquilibre ne soit perçu - auquel cas des mesures correctives doivent être prises jusqu'à ce que l'équilibre soit redressé. Par conséquent, les motifs d'un personnage Neutre, très philosophique, sont peut-être les plus difficiles à aligner, car un tel être agira généralement le premier pour préserver l'équilibre, le second s'il le considère comme son affaire et le troisième si c'est dans son intérêt. Pour ces raisons, en tant que médiateurs de la nature, les Neutres devraient être diplomates et pleins de tact, mais ils peuvent également paraître étranges et énigmatiques jusqu'à ce que l'on puisse mieux les connaître et mieux connaître leur « vision du monde ». En effet, certains êtres Neutres regardent bien au-delà de la situation immédiate pour atteindre l'équilibre global du cosmos. La plupart des personnages Neutres tendent, au cours de leur vie, à s'aligner plus ou moins sur l'un des autres alignements, en fonction de leur perception de l'état du monde et de la force qui doit être équilibrée. Une telle « déviation » sera temporaire, jusqu'à ce que le Neutre reconnaisse et modifie ses actions conformément au nouvel équilibre. Par exemple, une fois que les forces du mal puissantes dans une région ont été conquises et que l'équilibre a été rétabli, le personnage Neutre cesse d'agir « bon ». De plus, cette attitude d'équilibre se traduira généralement par le choix d'un compagnon Neutre et devrait donc être démontrée avec une cohérence raisonnable. Comme toutes les choses dans le cosmos sont également importantes et nécessaires, la vie est aussi valable que la mort pour le véritable être Neutre, car la vie est inévitablement suivie de la mort. De l'avis de ce personnage, le moment viendra où il est censé arriver, et tôt ou tard.
Le Neutre est typiquement le plus mal compris de tous les alignements. Une idée fausse commune est de penser que les personnages Neutres recherchent un équilibre en suivant délibérément un certain alignement un jour et un autre totalement différent le lendemain. Un tel comportement rend les personnages Neutres imprévisibles, et l'effet cumulatif favorise le chaos plus que toute autre chose. Les Neutres tendent à rester non critiques et non attachés à aucun système moral, juridique ou philosophique allant au-delà des principes de base de leur propre société. Malgré cela, les Neutres ne sont pas fâchés de se retrouver dans des luttes impliquant des points de vue différents. Les individus Neutres ne manquent pas d'intérêt, d'ambition ou de passion - ils attachent de l'importance à leur bien-être et à celui de leurs amis et de leurs proches. Ils peuvent lutter passionnément pour eux-mêmes ou pour les autres et éprouver de la compassion pour ceux qu’ils connaissent à peine. Dans la réalité, le Neutre correspond à l'alignement le plus représenté parmi les personnes rencontrées au quotidien.
Un Neutre tiendra parole si c'est dans son intérêt. Il peut attaquer un ennemi non armé s’il le juge nécessaire. Il ne tuera pas, mais peut nuire à un innocent. Il peut utiliser la torture pour extraire des informations, mais jamais pour le plaisir. Il ne tuera jamais pour le plaisir, mais seulement pour se défendre ou pour défendre les autres. Un personnage Neutre peut utiliser du poison tant que le besoin est criant. Il aidera ceux qui sont dans le besoin si c'est dans son intérêt et s'il travaille bien seul ou en groupe. Il répond bien à l'autorité supérieure jusqu'à ce que cette autorité tente d'utiliser la loi pour entraver sa capacité à défendre ses propres intérêts. Il respectera la loi, à moins que l'enfreindre ne soit dans son intérêt et qu'il soit à peu près sûr de ne pas se faire prendre. Il ne trahira jamais un membre de la famille, un camarade ou un ami à moins que la situation ne soit désastreuse. Les personnages Neutres sont indifférents aux concepts d'autodiscipline et d'honneur et ne les trouvent utiles que s'ils peuvent être utilisés pour défendre leurs propres intérêts.
- Exemple d’archétype : Un magicien qui a voué son existence à la magie et ne s’intéresse pas aux débats moraux, est d'alignement Neutre. On peut citer Tom Bombadil.
- Caractéristique : Cet alignement permet d’agir naturellement, sans se laisser guider par ses préjugés ou ses impulsions. Cet alignement est diplomatique, critique, énigmatique, distant, autonome, médiateur, juste, indifférent et impartial.

### Chaotique neutre (CN) ou «esprit libre»
- Description : Un personnage CN agit comme bon lui semble. C’est d’abord et avant tout un individualiste. Il accorde une immense valeur à sa liberté mais ne se sent pas concerné par la défense de celle d'autrui. Il évite l’autorité, déteste les restrictions et remet toujours en cause la tradition. Sa lutte contre la société organisée n’est pas motivée par des désirs d’anarchie, car un tel engagement devrait s’accompagner d’une volonté de bien (libérer les opprimés du joug de l’autorité) ou de mal (faire souffrir ceux qui sont différents de lui). Le personnage peut parfois être imprévisible, mais son comportement n’est pas totalement aléatoire. Face à un pont, il l’utilise ; il ne lui viendrait pas à l’idée de sauter dans la rivière. Les CN placent le hasard et le désordre au-dessus du respect de la vie et du bien, ou du mépris de la vie et du culte mal. Le bien et le mal sont des bras de balance complémentaires qui ne sont ni préférés, ni promus, car le chaos serait contrarié. Selon cette vision du cosmos, la liberté absolue est nécessaire. Que l'individu exerçant une telle liberté choisisse de faire le bien ou le mal n'a pas d'importance. Après tout, la vie elle-même est la loi et l'ordre, la mort est donc une fin souhaitable. Par conséquent, la vie ne peut être justifiée qu'en tant qu'outil par lequel l'ordre est combattu et, à la fin, elle aussi passera à l'entropie.

Les personnages CN croient qu'il n'y a pas d'ordre dans quoi que ce soit, y compris leurs propres actions. Avec ce principe directeur, ils ont tendance à suivre les caprices qui les frappent en ce moment. Le bien et le mal ne sont pas pertinents pour prendre une décision. Les personnages CN sont extrêmement difficiles à gérer. On sait que de tels personnages jouent gaiement et sans but apparent tout ce qu’ils ont sur le jet d’un dé. Ils sont presque totalement non fiables. En fait, la seule chose fiable à leur sujet, c'est qu'on ne peut pas compter sur eux !
Les personnages CN aiment se livrer à tout. C'est l'insurgé, le tricheur, le joueur et le pirate non engagé ne cherchant rien de plus que la satisfaction de soi. Ce type de personnage envisagera au moins de faire quelque chose s'il peut trouver du plaisir ou de l'amusement. La vie a un sens, mais la leur a le plus grand sens. Selon les CN, les lois et les règles portent atteinte à la liberté individuelle et doivent être violées. Ce personnage est toujours à la recherche de la meilleure offre, et travaillera avec le bien, le neutre ou le mal pour l'obtenir; tant qu'il sort de la situation sur le dessus. Le CN oscille constamment entre le bien et le mal, se rebelle et fait plier la loi à ses besoins.
Les CN peuvent aussi être complètement aléatoires et imprévisibles. Ils peuvent changer d'allégeance à tout moment ou rester avec un chef pendant des années. Le personnage CN estime qu'il n'y a pas de plan du tout pour l'univers. Les choses arrivent juste. Ils ont tendance à croire en la chance et au hasard plutôt qu'au destin ou à la destinée. Ils ne se soucient pas de ce qui arrive aux autres, mais ne feront pas nécessairement tout leur possible pour nuire aux autres. Si quelqu'un s'oppose à son bonheur, il peut tuer cet individu ou passer à autre chose. Leurs priorités ont tendance à changer à mesure qu’ils découvrent de nouvelles choses dans la vie. Ils peuvent même sembler adhérer à un autre alignement pendant un certain laps de temps, seulement pour changer à un moment inapproprié. Ils peuvent être les pires arnaqueurs, en trompant les gens, pas pour gagner, mais pour s'amuser. Le CN peut ne pas être motivé par la gloire ou la richesse, mais peut uniquement prendre des mesures pour voir ce qui se passe.
En opposition directe avec l'être neutre légitime, ce personnage considère que la liberté ultime et le désordre sont des plus souhaitables. Il voit le bien et le mal dans un rôle secondaire, et aucun d'entre eux ne devrait pouvoir s'immiscer dans le chaos pur. Que l'individu choisisse de faire le bien ou le mal est sans importance. La violence n'est pas un trait de CN, mais les adeptes n'hésiteront pas à recourir à l'intimidation et à la violence non meurtrière pour atteindre leurs objectifs. Ces personnages rechercheront presque toujours un objectif égoïste (acquérir de la richesse, par exemple) en plus de promouvoir le désordre universel, et sont donc considérés comme « avides » par d'autres. Naturellement, le CN ne verra pas cela comme de la cupidité, mais plutôt comme un « accomplissement de soi ». Ainsi, le respect des autres ne fait pas obstacle à la poursuite de l'individualité. Puisque la mort est inévitable de toute façon, le CN n’est pas opposé à l’excès de certaines créatures s’il le juge nécessaire, bien qu’il ne fasse pas tout son possible pour infliger douleur et souffrance comme le ferait un être malfaisant. La vie ne peut être justifiée que comme un outil permettant de combattre l'ordre.
Un personnage CN tiendra sa parole si cela sert ses intérêts. Il peut attaquer un ennemi non armé s’il le juge nécessaire. Il ne tuera pas, mais peut nuire à un innocent. Il peut utiliser la torture pour extraire des informations, mais jamais pour le plaisir. Il peut tuer pour le plaisir, mais ne le fera que rarement. Un personnage CN peut utiliser du poison. Il peut aider les personnes dans le besoin et il préfère travailler seul, car il valorise sa liberté. Il ne répond pas bien aux autorités supérieures, se méfie des organisations et ne respectera pas la loi dans la poursuite de ses propres intérêts. Il peut trahir un membre de la famille, un camarade ou un ami, mais uniquement dans les situations les plus extrêmes. Les personnages CN ne respectent pas les concepts d'autodiscipline et d'honneur, car ils estiment que ces concepts limitent la liberté de défendre leurs intérêts personnels.
- Exemple d’archétype : Un barde errant vivant de sa débrouillardise est CN. Jack Sparrow ou Conan le Barbare sont CN.
- Caractéristique : Cet alignement permet de profiter de la vraie liberté, celle qui ne suit pas les restrictions imposées par la société et il n’oblige pas à faire le bien à tout prix. Ses caractéristiques sont les suivantes : non fiable, indépendant, gourmand, incohérent, imprévisible, égoïste, désordonné, anarchique, égocentrique, déroutant, sans entrave, libre et individualiste.

### Loyal mauvais (LM) ou «dominateur»
- Description : Un individu LM prend tout ce qu’il désire, dans les limites de son code de conduite, mais sans se soucier de ceux à qui il peut faire du mal. Pour lui, les traditions, la loyauté et l’obéissance ont de l’importance, mais pas la liberté, la dignité ou la vie. Il suit les règles existantes, mais sans pitié ni compassion. Il accepte la hiérarchie, et même s’il préfère diriger, il est tout à fait disposé à obéir. Il condamne les autres, non pas en fonction de leurs actes, mais en fonction de leur race, de leur religion, de leur nationalité ou de leur rang social. Il répugne à violer la loi ou à revenir sur ses promesses, en partie par sa nature, mais aussi parce qu’il fait confiance à l’ordre établi pour le protéger de ceux qui s’opposent à lui sur des questions d’ordre moral.
- Description alternative 1 : Certains LM se fixent eux-mêmes des limites, telles que ne jamais tuer de sang-froid (ils chargent leurs sbires de le faire à leur place) ou ne pas maltraiter les enfants (sauf lorsqu'il n’est pas possible de faire autrement). Ils pensent que ces règles de conduites les placent au-dessus des malfaisants sans scrupules. Il arrive que des individus ou des créatures appliquent les préceptes de cet alignement avec un zèle que ne renieraient pas les croisés des forces du Bien. Ils n’hésitent pas à nuire aux autres s’ils y trouvent leur intérêt et prennent plaisir à promouvoir la cause du Mal. Il est possible qu’ils y voient l’accomplissement de leur devoir vis-à-vis de leur dieu ou de leur maître.
- Description alternative 2 : Les LM sont parfois dits « diaboliques », pour la simple raison que les diables sont l’incarnation de cet alignement.

Les créatures de cet alignement sont de grands respectueux des lois et de l'ordre strict, mais la vie, la beauté, la vérité, la liberté, etc., sont considérées comme sans valeur, ou du moins méprisées. En adhérant à une discipline stricte, les LM espèrent imposer leur joug au monde. De toute évidence, tout ordre n'est pas bon, ni toutes les lois bénéfiques. Les créatures LM considèrent l'ordre comme le moyen par lequel chaque groupe est correctement placé dans le cosmos, du plus bas au plus haut, le plus fort en premier, le plus faible en dernier. Le bien est considéré comme une excuse pour promouvoir la médiocrité de l’ensemble et supprimer le meilleur et le plus capable, tandis que le LM permet à chaque groupe de se structurer et de se fixer une place par rapport aux autres, servant le plus fort, mais étant servi par le plus faible.
Ces personnages croient qu'il faut utiliser la société et ses lois pour en tirer profit. La structure et l'organisation élèvent ceux qui méritent de gouverner et fournissent une hiérarchie clairement définie entre le maître et le serviteur. À cette fin, des personnages LM soutiennent les lois et les sociétés qui protègent leurs propres préoccupations. Si quelqu'un est blessé ou souffre à cause d'une loi qui profite aux LM, tant pis. Les LM obéissent à la loi par peur d'être punis. Parce qu'ils peuvent être forcés d'honorer un contrat défavorable ou un serment qu'ils ont fait, les LM sont généralement très prudents lorsqu'ils donnent leur parole. Une fois données, ils ne cassent leurs promesses que s'ils peuvent trouver un moyen de le faire légalement, dans le respect des lois de la société.
Le cliché selon lequel « il n'y a pas d'honneur parmi les voleurs » est faux lorsqu'il s'agit du personnage LM. C'est une personne qui est poussée à atteindre ses objectifs par la force, le pouvoir et l'intimidation. Pourtant, le LM se distingue de la norme par son propre code d'éthique personnel. Il attend de ses compagnons la loyauté, punissant la déloyauté et la trahison avec une mort rapide et clémente. Un personnage LM définira ses termes et vivra par eux, que cela plaise ou non.
Les personnages LM attachent de l'importance aux allégeances qu'ils ont avec leur cause, leur gouvernement, leur religion ou une autre organisation. Ils attachent également de l'importance aux personnes qu'ils appellent des alliés. Trahir un ami est une transgression autant pour le LM que pour le LB. Les LM essaient toujours de respecter la loi, car c’est le moyen le plus sûr d’assurer leur propre succès. Enfreindre la loi entraîne des sanctions et la confiscation de la richesse et du pouvoir, et le LM est réticent à renoncer à ce qu'il a atteint par sa propre détermination. Ces personnages aiment aussi utiliser la loi pour détruire leurs ennemis. Si un LM peut trouver des preuves dévastatrices des actes répréhensibles d'un rival, vous pouvez être assuré qu'il utilisera ces informations à son avantage.
Ce personnage cherche à accroître son pouvoir sur les autres au sein de la hiérarchie de l'univers, avec le premier le plus fort et le dernier le plus faible. Naturellement, la plupart des adhérents à cet alignement souhaitent être les premiers. À l'instar des deux autres alignements loyaux, le LM estime généralement qu'un ordre strict est de la plus haute importance, mais il considère qu'il est nécessaire de faire avancer les fins du méritant (fort) sur l'indigne (faible et sans valeur). Habituellement, ce sont ses propres fins qui doivent être privilégiées par-dessus toutes les autres, mais il respecte la volonté du groupe ainsi que le pouvoir et l'autorité de ses supérieurs - à moins qu'il ne pense que ses supérieurs ne méritent pas cette position. Un LM est rarement soumis aux lois laïques de la bonne société en général, car il considère ces lois comme restrictives et injustes, car elles privent les dignes de leur juste place. Le soi-disant « bien » est considéré comme un moyen par lequel les indignes méritent d'être placés et maintenus à des postes de pouvoir, tandis que chacun doit se voir attribuer sa place par ses dirigeants en fonction de leurs mérites personnels. La vie est sans valeur pour le personnage LM ; ceux qui sont trop faibles pour défendre leurs biens et leurs positions ne méritent pas de les avoir en premier lieu.
Un LM tiendra sa parole et ne mentira jamais, bien qu’il puisse induire en erreur ou retenir des informations. Il va attaquer et tuer un ennemi non armé et faire du mal à un innocent. Il utilisera la torture pour extraire des informations, mais jamais pour le plaisir. Il ne tuera que pour avancer, jamais pour le plaisir. Un personnage diabolique licite utilisera du poison. Il n’aidera pas ceux qui sont dans le besoin sans récompense et préfère travailler avec d’autres. Il répond bien aux plus hautes autorités, fait confiance aux organisations et respectera toujours la loi. Il ne trahira jamais un membre de la famille, un camarade ou un ami. Les LM respectent les concepts d'autodiscipline et d'honneur.
- Exemple d’archétype : Un baron qui exploite son peuple et complote sans cesse pour étendre son pouvoir est LM. Dark Vador et Dolores Ombrage sont des exemples de cet LM.
- Caractéristique : Cet alignement applique le mal avec raison, intentionnellement, et souvent avec succès. Il est, en général, cruel, vengeur, fier, insensible, hostile, taciturne, malveillant, calculateur, comploteur, impitoyable, dominateur, sévère, tyrannique, commandant, organisé et respectueux de l'autorité et du pouvoir.

### Neutre mauvais (NM) ou «malfaisant»
- Description : Un individu NM se livre à tous les actes qu’on lui laisse faire. Il ne pense qu’à lui. Il se moque des gens qu’il tue, par profit, pour le plaisir, ou tout simplement parce qu’ils le dérangent. Il n’apprécie pas particulièrement l’ordre ; il se dit que le fait de respecter la loi, un code de conduite ou les traditions ne le rendra pas meilleur ou plus noble. Il n’affiche pas pour autant cette recherche permanente de l’affrontement qui est la marque des êtres chaotiques mauvais.
- Description alternative : Certains malfaisants érigent le Mal en idéal et le propagent avec acharnement. La plupart du temps, ils sont dévoués à un dieu ou à une société secrète maléfique.

NM considère la loi et le chaos comme des considérations inutiles, car le mal pur est tout-en-un. Les deux peuvent être utilisés, mais les deux sont dédaignés comme un fouillis idiot qui ne sert à rien d’amener finalement le plus grand mal au monde. Semblable au bon alignement neutre, celui du NM soutient que ni les groupes ni les individus n’ont une grande signification. Cette philosophie tient que le fait de chercher à promouvoir le bien-être de tous apporte réellement le malheur aux plus méritants. Les forces naturelles censées éliminer les faibles et les stupides sont artificiellement réprimées par le soi-disant bon, et les plus aptes sont indûment retenus, de sorte que les puissants peuvent utiliser tous les moyens utiles pour gagner et maintenir leur domination, sans se soucier de rien et de n'importe quoi.
Les personnages NM sont principalement concernés par eux-mêmes et par leur propre avancement. Ils n’ont aucune objection particulière à travailler avec les autres ou, en l'occurrence, à se débrouiller seuls. Leur seul intérêt est d'aller de l'avant. S'il existe un moyen rapide et facile de réaliser un profit, qu'il soit légal, discutable ou manifestement illégal, ils en profitent. Bien que les personnages NM n’aient pas l’attitude chaotique de chacun pour soi, ils n’hésitent pas à trahir leurs amis et leurs compagnons à des fins personnelles. Ils fondent généralement leur allégeance sur le pouvoir et l'argent, ce qui les rend très réceptifs aux pots-de-vin.
Le NM est un personnage égoïste, sans scrupules, qui ne joue que pour lui-même. Son but est la puissance, la gloire, la richesse, la position et tout ce qui rendra sa vie plus confortable. Peu importe qui se fait prendre au milieu, tant qu'il sent bon comme une rose. Cette personne ment, trompe et tue quiconque pour atteindre ses objectifs personnels.
Ces personnages coopèrent volontiers avec tous ceux qui souhaitent atteindre leurs propres objectifs. Le NM recherchent souvent le chemin facile vers la gloire et la fortune, sans se soucier des gens qu’ils piétinent en chemin. Ils apprécient la force et les capacités par-dessus les autres qualités. Si le NM peut utiliser les lois pour affaiblir ceux qui font obstacle à sa réussite, il les utilisera. S'il doit recourir à la violation de la loi, il le fera. Il n'a aucune préférence pour l'une ou l'autre méthode. La seule chose importante est d'obtenir ce qu'il désire, parfois au détriment d'autrui et de son propre sens de l'honneur.
Pour le NM, la loi et le chaos ne sont pas pris en compte dans la quête du mal pur dans l'univers par cet alignement. Le mot « méchant » se trouve à la base de la personnalité de ce personnage. Le mal est le but ; les forces naturelles et artificielles, si elles sont autorisées à suivre leur cours, sont destinées à éliminer les faibles et les inutiles de la société. Les méritants devraient profiter de cette condition pour atteindre leurs propres objectifs par tous les moyens, en particulier pour détruire les faibles qui proposent de « bonnes » actions visant à promouvoir le bien-être de tous, ce qui est juste une excuse pour nier ceux qui méritent ce qui leur est dû. Pour l'être NM, la vie n'a aucune valeur, car ceux qui ne peuvent pas tirer avantage de leur supériorité ne le méritent pas, et ils ne feront qu'entraver la poursuite légitime de ceux qui le font.
Un personnage NM ne se sent jamais obligé de tenir sa parole. Il va attaquer et tuer un ennemi non armé (ce sont les meilleurs types). Il va faire du mal et peut-être tuer un innocent. Il utilisera la torture pour extraire des informations et pour le plaisir. Il peut tuer pour le plaisir. Un personnage malfaisant utilisera du poison. Il n’aidera pas ceux qui sont dans le besoin sans récompense et il travaille bien seul ou en groupe. Il répond bien à l'autorité supérieure jusqu'à ce que cette autorité tente d'utiliser la loi pour l'empêcher de poursuivre son propre programme. Il suivra la loi, à moins que le contraire soit contraire à son intérêt et qu'il soit raisonnablement sûr de ne pas se faire prendre. Il peut trahir un membre de la famille, un camarade ou un ami si cela convient et que cela fait avancer son agenda. Les personnages NM sont indifférents aux concepts d'autodiscipline et d'honneur et ne les trouvent utiles que s'ils peuvent être utilisés pour faire avancer leurs propres intérêts ou acquérir le pouvoir sur les autres.
- Exemple d’archétype : Un criminel qui vole et tue pour satisfaire ses envies est NM. Palpatine, Peter Pettigrew, Voldemort ou Saruman sont des NM.
- Caractéristique : Cet alignement représente le Mal à l’état brut, sans honneur ni nuance. Il représente aussi les adjectifs d'insensible, méchant, non coopératif (par défaut), autonome, cruel, dépravé, corrompu, immoral, haineux, vicieux et destructeur.

### Chaotique mauvais (CM) ou «destructeur»
- Description : Un individu CM fait tout ce que lui dicte sa cupidité, sa haine ou sa soif de destruction. Il s’énerve facilement, est sadique, violent et totalement imprévisible. Quand il veut quelque chose, il se montre brutal et impitoyable. S’il s’est donné pour but de propager le Mal et le Chaos, c’est encore pire. Fort heureusement, ses plans sont tout sauf bien préparés et les groupes qu’il constitue ou auxquels il se joint sont très mal organisés. La plupart du temps, les CM ne coopèrent que sous la menace et leur chef ne reste en place que tant qu’il peut contrer les tentatives visant à le renverser ou l’assassiner.
- Description alternative : Les CM sont parfois dits « démoniaques », pour la simple raison que les démons sont l’incarnation de cet alignement.

Les principaux préceptes de cet alignement sont la liberté, le hasard et le malheur. Les lois et l'ordre, la gentillesse et les bonnes actions sont dédaignés. La vie n'a aucune valeur. En promouvant le chaos et le mal, ceux de cet alignement espèrent se placer à des postes de pouvoir, de gloire et de prestige dans un système régi par des caprices individuels et leurs propres caprices. Le LM considère que la liberté et le choix individuels sont importants et que les autres individus et leurs libertés sont sans importance s'ils ne peuvent être détenus par leurs propres forces et mérites. Ainsi, l'ordre public veut promouvoir non pas les individus mais les groupes, et les groupes suppriment la volonté et le succès individuels.
Ces personnages sont le fléau de tout ce qui est bon et organisé. Les personnages CM sont motivés par le désir de gain personnel et de plaisir. Ils ne voient absolument rien de mal à prendre ce qu'ils veulent par tous les moyens possibles. Les lois et les gouvernements sont les outils des faibles qui ne peuvent pas se débrouiller seuls. Les forts ont le droit de prendre ce qu'ils veulent, et les faibles sont là pour être exploités. Lorsque des personnages CM se regroupent, ils ne sont pas motivés par le désir de coopérer, mais plutôt par s’opposer à de puissants ennemis. Un tel groupe ne peut être tenu ensemble que par un leader fort capable d'intimider ses subordonnés dans l'obéissance. Étant donné que le leadership est basé sur la puissance brute, un leader est susceptible d'être remplacé dès les premiers signes de faiblesse par quiconque peut lui retirer sa position par n'importe quel moyen.
C'est la catégorie dans laquelle tombent les mégalomanes et les personnages les plus violents et les plus méprisables. C’est le tueur cruel et brutal qui ne fait confiance à personne et qui n’a aucune valeur pour qui que ce soit ou quoi que ce soit qui le gêne. La liberté et le choix individuels sont importants, et la liberté d’autres individus n’a pas d’importance si elle ne peut être maintenue par sa force et son mérite.
Le CM aime aussi corrompre l'innocent et le vertueux. Les gens sont des pièces de théâtre du CM à utiliser et à manipuler pour son propre plaisir. Un CM ne vise pas nécessairement des individus simplement parce qu'ils s'opposent à son succès, il va nuire ou détruire des personnes pour son plus grand plaisir.
Le destructeur cherche la liberté personnelle au détriment de ceux qui ne sont pas intelligents, capables ou assez impitoyables pour obtenir ce qu'ils veulent. Si ce que cet être veut ne viendra qu'au prix de la liberté et du bonheur (sans parler de la vie) des autres, qu'il en soit ainsi. Les autres individus et leurs libertés sont sans importance si ces libertés ne peuvent être exercées par leur force et leur mérite. Toutes choses étant égales par ailleurs, le CM est peut-être le personnage le plus dangereux, car on sait rarement comment il pourrait réagir à une rencontre donnée. Pour des raisons souvent connues de lui-même, il pouvait ignorer certaines situations, puis exploser soudainement dans des situations apparemment identiques. Ses comportements sont presque impossibles à prévoir, car il a probablement appris à freiner et à contrôler son penchant pour le « mal » en raison des contraintes de la civilisation. Un CM ne devrait pas massacrer et torturer de manière insensée tous ceux qu'il rencontre, car il n'est généralement pas stupide. Il réalisera les conséquences de telles activités et ne participera à de telles distractions agréables que lorsqu'il est à l'abri de la découverte. Pour un CM et pervers, la vie des autres n’a aucune valeur et est accessoire dans la recherche de la liberté ultime et du pouvoir personnel.
Un personnage CM ne se sent jamais obligé de tenir sa parole. Il va attaquer et tuer un ennemi non armé (ce sont les meilleurs types). Il va tuer un innocent. Il utilisera la torture pour extraire des informations et pour le plaisir. Il va tuer pour le plaisir. Un personnage CM utilisera du poison. Il ne va pas aider ceux qui sont dans le besoin. Il préfère travailler seul, car il valorise sa liberté. Il ne répond pas bien aux autorités supérieures, se méfie des organisations et ne respectera pas la loi dans la poursuite de ses propres intérêts. Il trahira un membre de la famille, un camarade ou un ami chaque fois que cela sera pratique. Les personnages CM ne respectent pas les concepts de discipline personnelle et d'honneur, car ils croient que de tels concepts limitent leur capacité à acquérir le pouvoir sur les autres.
- Exemple d’archétype : Un ensorceleur dément qui cherche à se venger du monde entier en semant la destruction autour de lui est CM, le Joker en est un exemple.
- Caractéristique : Cet alignement représente la destruction, non seulement de la beauté et de la vie, mais aussi de l’ordre sur lequel cette beauté et cette vie s’appuient. Le personnage de cet alignement est violent, cruel, capricieux, malveillant, indigne de confiance, non fiable, sans cœur, volatil, inconsistant, insouciant, insensible, trompeur, discourtois, égoïste.

## L'alignement et les morts-vivants
Plusieurs classes de personnages, notamment les prêtres et les paladins, peuvent tenter d'agir sur des morts-vivants. Dans la troisième édition de Donjons et Dragons, un prêtre bon ou un prêtre neutre vénérant un dieu bon a le pouvoir de les repousser, tandis qu'un prêtre mauvais ou un prêtre neutre vénérant un dieu mauvais a celui d'en prendre le contrôle. Un prêtre neutre vénérant un dieu neutre pourra choisir en début de carrière quelle voie il prend : il ne pourra par la suite plus revenir sur cette décision. Le paladin repousse les morts-vivants comme un prêtre bon de niveau inférieur.
Le fait de repousser des morts-vivants est une action manipulant de l'énergie positive et le fait d'intimider des morts-vivants est une action manipulant de l'énergie négative.

## Postérité
Le tableau des alignements moraux de Donjons et dragons donne lieu à des mèmes sur Internet dans les années 2010.